# Chiguará (Venezuela)
Pour les articles homonymes, voir Chiguara.
Chiguará est la capitale de la paroisse civile de Chiguará de la municipalité de Sucre dans l'État de Mérida au Venezuela.

## Faune
C'est vers Chiguará que se rencontre l'espèce d'arthropodes Charinus camachoi, a fortiori endémique de l'État de Mérida, décrite en 1998 par l'arachnologiste vénézuélien Manuel Ángel González Sponga.